# Список Героев Советского Союза (Азаров — Алиев)
В настоящем списке представлены в алфавитном порядке все Герои Советского Союза, чьи фамилии начинаются с буквы «А» (всего 592 человека, из них девять удостоены звания дважды). Список содержит даты Указов Президиума Верховного Совета СССР о присвоении звания, информацию о роде войск, должности и воинском звании Героев на дату представления к присвоению звания Героя Советского Союза, годах их жизни.
Ударения в фамилиях Героев приведены по книге «Герои Советского Союза: Краткий биографический словарь / Пред. ред. коллегии И. Н. Шкадов. — М.: Воениздат, 1987. — Т. 1 /Абаев — Любичев/. — 911 с. — 100 000 экз. — ISBN отс., Рег. № в РКП 87-95382.».
- Персиковым цветом  в таблице выделены Герои, удостоенные звания дважды и более раз.
- Серым цветом  в таблице выделены Герои, представленные к званию посмертно.

| Навигационная таблица | Навигационная таблица              |
| --------------------- | ---------------------------------- |
| «А»                   | Абаев Ахсарбек — Азалов Клычнияз   |
| «А»                   | Азаров Алексей — Алиев Шамсула     |
| «А»                   | Алимбетов Абылай — Анисичкин Фёдор |
| «А»                   | Анискин Александр — Артемьев Иван  |
| «А»                   | Артемьев Николай — Аянян Эдуард    |

| № п/п | Фамилия Имя Отчество                                                                            | Дата Указа            | Род войск    | Должность | Звание                                   | Годы жизни                | БС ГС НЛ                        |
| ----- | ----------------------------------------------------------------------------------------------- | --------------------- | ------------ | --- | ---------------------------------------- | ------------------------- | ------------------------------- |
| 117   | Аза́ров Алексей Никонорович                                                                      | 31.05.1945            | артиллерия   | командир батареи артиллерийского дивизиона 27-й гвардейской мотострелковой бригады 11-го гвардейского танкового корпуса 1-й гвардейской танковой армии 1-го Белорусского фронта | гвардии лейтенант                        | 24.11.1922 — 28.02.2013   | [ БС 1 ] [ ГС 1 ] [ НЛ 1 ]      |
| 118   | Аза́ров Василий Николаевич                                                                       | 29.06.1945            | пехота       | командир батальона 171-го стрелкового полка 182-й стрелковой дивизии 2-й гвардейской армии 3-го Белорусского фронта | капитан                                  | 20.08.1914 — 07.10.1972   | [ БС 2 ] [ ГС 2 ] [ НЛ 2 ]      |
| 119   | Аза́ров Евгений Александрович                                                                    | 19.08.1944            | авиация      | командир эскадрильи 19-го истребительного авиационного полка 6-й воздушной армии 1-го Белорусского фронта | майор                                    | 20.11.1914 — 26.01.1957   | [ БС 2 ] [ ГС 3 ] [ НЛ 3 ]      |
| 120   | Аза́ров Пётр Лукьянович                                                                          | 19.04.1945            | авиация      | старший лётчик 134-го гвардейского бомбардировочного авиационного полка 6-й гвардейской бомбардировочной авиационной дивизии 1-й воздушной армии 3-го Белорусского фронта | гвардии лейтенант                        | 14.08.1922 — 29.11.1954   | [ БС 2 ] [ ГС 4 ] [ НЛ 4 ]      |
| 121   | Аза́ров Семён Иванович бел. Азараў Сямён Іванавіч                                                | 22.02.1943            | пехота       | командир 298-го стрелкового полка 186-й стрелковой дивизии 14-й армии Карельского фронта | подполковник                             | 31.01.1909 — 08.05.1942   | [ БС 2 ] [ ГС 5 ] [ НЛ 5 ]      |
| 122   | Аза́ров Сергей Семёнович                                                                         | 02.09.1943            | авиация      | заместитель командира эскадрильи 57-го гвардейского истребительного авиационного полка 216-й смешанной авиационной дивизии 4-й воздушной армии Северо-Кавказского фронта | гвардии старший лейтенант                | 25.09.1915 — 10.05.1943   | [ БС 2 ] [ ГС 6 ] [ НЛ 6 ]      |
| 123   | А́зев Михаил Ефимович                                                                            | 26.10.1943            | кавалерия    | командир взвода 2-го гвардейского кавалерийского полка 2-й гвардейской кавалерийской дивизии 1-го гвардейского кавалерийского корпуса 6-й армии Юго-Западного фронта | гвардии лейтенант                        | 05.12.1906 — 27.02.1943   | [ БС 2 ] [ ГС 7 ] [ НЛ 7 ]      |
| 124   | Ази́зов Домулло тадж. Азизов Домулло                                                             | 30.10.1943            | пехота       | командир пулемётного расчёта 120-го стрелкового полка 69-й стрелковой дивизии 65-й армии Центрального фронта | младший сержант                          | 15.03.1913 — 24.10.1943   | [ БС 3 ] [ ГС 8 ] [ НЛ 8 ]      |
| 125   | Ази́мов Роза узб. Roʻzi Azimov                                                                   | 22.07.1944            | пехота       | пулемётчик 1124-го стрелкового полка 334-й стрелковой дивизии 43-й армии 1-го Прибалтийского фронта | красноармеец                             | 22.09.1925 — 2006         | [ БС 4 ] [ ГС 9 ] [ НЛ 9 ]      |
| 126   | Азо́вкин Юрий Петрович                                                                           | 31.05.1945            | артиллерия   | командир взвода управления батареи 148-го гвардейского артиллерийско-миномётного полка 16-й гвардейской кавалерийской дивизии 7-го гвардейского кавалерийского корпуса 1-го Белорусского фронта | гвардии старший лейтенант                | 06.11.1924 — 11.05.1993   | [ БС 4 ] [ ГС 10 ] [ НЛ 10 ]    |
| 127   | Азо́нчик Александр Семёнович бел. Азончык Аляксандр Сямёнавіч                                    | 01.01.1944            | партизан     | активный участник партизанской борьбы в Белоруссии, командир партизанского отряда «Патриот» партизанской бригады имени Будённого Белорусского штаба партизанского движения | —                                        | 10.08.1908 — 08.02.1995   | [ БС 4 ] [ ГС 11 ] [ НЛ 11 ]    |
| 128   | Аи́пов Махмут Ильячевич тат. Аипов Мәхмүт Ильяс улы                                              | 31.05.1945            | пехота       | стрелок 990-го стрелкового полка 230-й стрелковой дивизии 5-й ударной армии 1-го Белорусского фронта | красноармеец                             | 12.07.1920 — 22.04.1945   | [ БС 4 ] [ ГС 12 ] [ НЛ 12 ]    |
| 129   | Айрапетя́н Григорий Михайлович (Айрапетян Гурген Михайлович) арм. Հայրապետյան Գուրգեն            | 07.04.1940            | пехота       | командир взвода 756-го стрелкового полка 50-й стрелковой дивизии 13-й армии Северо-Западного фронта | младший лейтенант                        | 22.08.1914 — 14.03.1998   | ——                              |
| 130   | Айри́ев Армен Теванович (Айриян Армен Теванович) арм. Հայրյան Արմեն                              | 13.04.1944            | авиация      | командир эскадрильи 503-го штурмового авиационного полка 206-й штурмовой авиационной дивизии 7-го штурмового авиационного корпуса 8-й воздушной армии Южного фронта | капитан                                  | 20.09.1910 — 13.02.1966   | [ БС 4 ] [ ГС 14 ] [ НЛ 13 ]    |
| 131   | Айтку́лов Салим Нигматович тат. Айткулов Сәлим Нигъмәт улы                                       | 17.10.1943            | пехота       | автоматчик 231-го гвардейского стрелкового полка 75-й гвардейской стрелковой дивизии 60-й армии Центрального фронта | гвардии ефрейтор                         | 10.01.1913 — 24.04.1975   | [ БС 4 ] [ ГС 15 ] [ НЛ 14 ]    |
| 132   | Айты́ков Изгутты Курманбаевич (Айтыков Изгут) каз. Айтықов Ізғұтты Құрманбайұлы                  | 22.07.1944            | пехота       | комсорг батальона 158-го гвардейского стрелкового полка 51-й гвардейской стрелковой дивизии 6-й гвардейской армии 1-го Прибалтийского фронта | гвардии старшина                         | 20.01.1922 — 25.07.1944   | [ БС 5 ] [ ГС 16 ] [ НЛ 15 ]    |
| 133   | Ака́ев Юсуп Абдулабекович кум. Акъай Юсуп Абдуллабекны уланы                                     | 19.08.1944            | авиация      | командир эскадрильи 47-го штурмового авиационного полка 11-й штурмовой авиационной дивизии ВВС Балтийского флота | капитан                                  | 14.08.1922 — 19.11.1949   | [ БС 6 ] [ ГС 17 ] [ НЛ 16 ]    |
| 134   | Аказено́к Борис Иванович                                                                         | 28.06.1942            | —            | рулевой лесовоза «Старый большевик» Мурманского морского пароходства | —                                        | 18.07.1913 — 23.03.1996   | ——                              |
| 135   | Ака́тов Виктор Григорьевич                                                                       | 17.10.1943            | инженер      | сапёр 553-го отдельного сапёрного батальона 226-й стрелковой дивизии 60-й армии Центрального фронта | красноармеец                             | 15.02.1924 — октябрь 1943 | [ БС 6 ] [ ГС 19 ] [ НЛ 17 ]    |
| 136   | Акбау́ов Узарак Кстаубаевич (Акбауов Уразак Кстаубаевич) каз. Ақбауов Оразақ Қыстаубайұлы        | 17.10.1943            | пехота       | командир взвода 241-го гвардейского стрелкового полка 75-й гвардейской стрелковой дивизии 60-й армии Центрального фронта | гвардии младший лейтенант                | 16.12.1908 — 30.08.1985   | [ БС 6 ] [ ГС 20 ] [ НЛ 18 ]    |
| 137   | Акжиги́тов Азис Харьясович тат. Акҗигитов (Акъегетов) Газиз Харьяс улы                           | 29.10.1943            | пехота       | командир пулемётного отделения 21-го стрелкового полка 180-й стрелковой дивизии 38-й армии Воронежского фронта | старший сержант                          | 1917 — 03.01.1944         | [ БС 6 ] [ ГС 21 ] [ НЛ 19 ]    |
| 138   | Аки́мов Александр Васильевич                                                                     | 10.04.1945            | пехота       | командир взвода 4-го гвардейского стрелкового полка 6-й гвардейской стрелковой дивизии 13-й армии 1-го Украинского фронта | гвардии младший лейтенант                | 05.08.1924 — 12.03.1966   | [ БС 6 ] [ ГС 22 ] [ НЛ 20 ]    |
| 139   | Аки́мов Василий Иванович                                                                         | 09.02.1944            | артиллерия   | командир батареи 32-го гвардейского стрелкового полка 12-й гвардейской стрелковой дивизии 61-й армии Центрального фронта | гвардии капитан                          | 29.12.1922 — 01.01.1992   | [ БС 7 ] [ ГС 23 ] [ НЛ 21 ]    |
| 140   | Аки́мов Виктор Иванович                                                                          | 10.03.1944            | танкист      | командир танка 83-го танкового полка 67-й механизированной бригады 8-го механизированного корпуса 5-й гвардейской танковой армии 2-го Украинского фронта | младший лейтенант                        | 01.10.1922 — 30.11.1991   | [ БС 8 ] [ ГС 24 ] [ НЛ 22 ]    |
| 141   | Аки́мов Григорий Тимофеевич                                                                      | 25.10.1943            | пехота       | связной командира батальона 748-го стрелкового полка 206-й стрелковой дивизии 47-й армии Воронежского фронта | красноармеец                             | 26.01.1902 — 06.10.1978   | [ БС 8 ] [ ГС 25 ] [ НЛ 23 ]    |
| 142   | Аки́мов Иван Алексеевич                                                                          | 26.10.1943            | пехота       | командир 238-го гвардейского стрелкового полка 81-й гвардейской стрелковой дивизии 7-й гвардейской армии Степного фронта | гвардии майор                            | 25.12.1910 — 05.08.1977   | [ БС 8 ] [ ГС 26 ] [ НЛ 24 ]    |
| 143   | Аки́мов Михаил Ильич                                                                             | 15.05.1946            | авиация      | заместитель командира эскадрильи 451-го штурмового авиационного полка 264-й штурмовой авиационной дивизии 5-й воздушной армии 2-го Украинского фронта | лейтенант                                | 22.11.1918 — 20.01.1977   | [ БС 8 ] [ ГС 27 ] [ НЛ 25 ]    |
| 144   | Аки́мов Михаил Павлович                                                                          | 25.09.1944            | артиллерия   | наводчик орудия 125-го гвардейского артиллерийского полка 54-й гвардейской стрелковой дивизии 28-й армии 1-го Белорусского фронта | гвардии младший сержант                  | 25.11.1925 — 08.03.1983   | [ БС 8 ] [ ГС 28 ] [ НЛ 26 ]    |
| 145   | Аки́мов Фёдор Филиппович                                                                         | 17.10.1943            | пехота       | командир отделения станкового пулемёта 705-го стрелкового полка 121-й стрелковой дивизии 60-й армии Центрального фронта | старший сержант                          | 21.05.1915 — 24.04.1965   | [ БС 8 ] [ ГС 29 ] [ НЛ 27 ]    |
| 146   | Акиня́ев Егор Григорьевич                                                                        | 31.05.1945            | танкист      | командир танковой роты 45-й гвардейской танковой бригады 11-го гвардейского танкового корпуса 1-й гвардейской танковой армии 1-го Белорусского фронта | гвардии старший лейтенант                | 02.02.1916 — 02.06.1959   | [ БС 9 ] [ ГС 30 ] [ НЛ 28 ]    |
| 147   | Аки́фьев Сергей Иванович                                                                         | 15.01.1944            | пехота       | командир отделения 1181-го стрелкового полка 356-й стрелковой дивизии 61-й армии Центрального фронта | красноармеец                             | 15.05.1925 — 22.09.1943   | [ БС 10 ] [ ГС 31 ] [ НЛ 29 ]   |
| 148   | Аки́шин Николай Андреевич                                                                        | 27.02.1945            | пехота       | командир батальона 447-го стрелкового полка 397-й стрелковой дивизии 61-й армии 1-го Белорусского фронта | капитан                                  | 04.11.1915 — 21.09.1964   | [ БС 10 ] [ ГС 32 ] [ НЛ 30 ]   |
| 149   | Аккура́тов Фёдор Яковлевич                                                                       | 21.03.1940            | авиация      | воздушный стрелок-радист 50-го скоростного бомбардировочного авиационного полка 18-й скоростной бомбардировочной авиабригады 7-й армии Северо-Западного фронта | старшина                                 | 17.09.1915 — 01.03.1940   | [ БС 10 ] [ ГС 33 ] [ НЛ 31 ]   |
| 150   | Акопя́н Рубен Казарович арм. Հակոբյան Ռուբեն Ղազարի                                              | 16.05.1944            | пехота       | командир стрелкового взвода 9-го гвардейского стрелкового полка 3-й гвардейской стрелковой дивизии 2-й гвардейской армии 4-го Украинского фронта | гвардии лейтенант                        | 20.07.1912 — 12.09.1994   | [ БС 10 ] [ ГС 34 ] [ НЛ 32 ]   |
| 151   | Акопя́нц Геворк Тамразович (Акопьянц Георгий Тамразович) арм. Հակոբյանց Գևորգ Թամրազի            | 03.06.1944            | пехота       | командир батальона 1040-го стрелкового полка 295-й стрелковой дивизии 28-й армии 3-го Украинского фронта | майор                                    | 20.04.1920 — 30.07.1976   | [ БС 10 ] [ ГС 35 ] [ НЛ 33 ]   |
| 152   | Акпе́ров Газанфар Кулам оглы (Акперов Казанфар Кулам оглы) азерб. Əkbərov Qəzənfər Qulam oğlu    | 26.10.1944            | артиллерия   | командир орудия 1959-го истребительно-противотанкового артиллерийского полка 41-й истребительно-противотанковой артиллерийской бригады РГК в составе 2-й танковой армии 1-го Белорусского фронта | старший сержант                          | 04.04.1917 — 03.08.1944   | [ БС 10 ] [ ГС 36 ] [ НЛ 34 ]   |
| 153   | Акра́мов Наби Махмаджанович тадж. Акрамов Наби                                                   | 05.07.1982            | пехота       | командир роты 149-го мотострелкового полка 201-й мотострелковой дивизии 40-й армии ограниченного контингента советских войск в Афганистане | старший лейтенант                        | род. 17.07.1957           | ——                              |
| 154   | Аксёнов Александр Афанасьевич                                                                   | 17.10.1943            | комиссар     | парторг батальона 1031-го стрелкового полка 280-й стрелковой дивизии 60-й армии Центрального фронта | сержант                                  | 05.06.1908 — 26.09.1943   | [ БС 11 ] [ ГС 38 ] [ НЛ 35 ]   |
| 155   | Аксёнов Александр Михайлович                                                                    | 22.02.1944            | десантники   | командир роты 6-го гвардейского воздушно-десантного стрелкового полка 1-й гвардейской воздушно-десантной дивизии 37-й армии Степного фронта | гвардии старший лейтенант                | 23.07.1919 — 16.10.1943   | [ БС 12 ] [ ГС 39 ] [ НЛ 36 ]   |
| 156   | Аксёнов Владимир Викторович                                                                     | 28.09.1976 16.06.1980 | космонавт    | бортинженер космического корабля «Союз-22», 36-й космонавт СССР и 78-й космонавт мира бортинженер космического корабля «Союз Т-2» | —                                        | 01.02.1935 — 09.04.2024   | ——                              |
| 157   | Аксёнов Константин Владимирович                                                                 | 09.02.1944            | артиллерия   | командир батареи 981-го зенитно-артиллерийского полка 9-й зенитно-артиллерийской дивизии РГК в составе 40-й армии 1-го Украинского фронта | лейтенант                                | 14.06.1909 — 01.01.1977   | [ БС 12 ] [ ГС 41 ] [ НЛ 37 ]   |
| 158   | Аксёнов Константин Филиппович                                                                   | 27.06.1945            | авиация      | заместитель командира эскадрильи 82-го гвардейского бомбардировочного авиационного полка 1-й гвардейской бомбардировочной авиационной дивизии 6-го гвардейского бомбардировочного авиационного корпуса 2-й воздушной армии 1-го Украинского фронта                                                            | гвардии старший лейтенант                | 18.08.1918 — 07.11.1966   | [ БС 12 ] [ ГС 42 ] [ НЛ 38 ]   |
| 159   | Аксю́тин Николай Васильевич укр. Аксютін Микола Васильович                                       | 16.05.1944            | пехота       | командир роты 589-го стрелкового полка 216-й стрелковой дивизии 51-й армии 4-го Украинского фронта | капитан                                  | 1916 — 09.04.1944         | [ БС 12 ] [ ГС 43 ] [ НЛ 39 ]   |
| 160   | Актуга́нов Махмут Сафиевич (Актуганов Махмуд Сафиевич) тат. Актуганов Мәхмүт Сәйфи улы           | 15.01.1944            | артиллерия   | наводчик противотанкового ружья 221-го гвардейского стрелкового полка 77-й гвардейской стрелковой дивизии 61-й армии Центрального фронта | гвардии младший сержант                  | 25.12.1924 — 24.01.1971   | [ БС 12 ] [ ГС 44 ] [ НЛ 40 ]   |
| 161   | Акуле́нко Владимир Евтихиевич укр. Акуленко Володимир Євтихійович                                | 23.02.1945            | авиация      | командир эскадрильи 955-го штурмового авиационного полка 305-й штурмовой авиационной дивизии 14-й воздушной армии 3-го Прибалтийского фронта | старший лейтенант                        | 1922 — 27.10.1944         | [ БС 13 ] [ ГС 45 ] [ НЛ 41 ]   |
| 162   | Акули́шнин Фёдор Васильевич                                                                      | 26.10.1943            | инженер      | командир 81-го гвардейского отдельного сапёрного батальона 72-й гвардейской стрелковой дивизии 7-й гвардейской армии Степного фронта | гвардии капитан                          | 09.01.1916 — 11.01.1995   | [ БС 14 ] [ ГС 46 ] [ НЛ 42 ]   |
| 163   | Аку́лов Пётр Григорьевич                                                                         | 10.01.1944            | пехота       | командир 520-го стрелкового полка 167-й стрелковой дивизии 38-й армии 1-го Украинского фронта | подполковник                             | 10.07.1907 — 20.11.1964   | [ БС 14 ] [ ГС 47 ] [ НЛ 43 ]   |
| 164   | Аку́тин Михаил Дмитриевич                                                                        | 23.10.1943            | пехота       | командир бронемашины разведывательной роты 11-й мотострелковой бригады 10-го танкового корпуса 40-й армии Воронежского фронта | сержант                                  | 1911 — 26.04.1969         | [ БС 14 ] [ ГС 48 ] [ НЛ 44 ]   |
| 165   | Акуцио́нок Пётр Антонович бел. Акуцыёнак Пётр Антонавіч                                          | 30.10.1943            | пехота       | командир взвода 685-го стрелкового полка 193-й стрелковой дивизии 65-й армии Центрального фронта | младший лейтенант                        | 25.03.1922 — 15.10.1943   | [ БС 14 ] [ ГС 49 ] [ НЛ 45 ]   |
| 166   | Ала́бугин Фёдор Андреевич                                                                        | 10.01.1944            | инженер      | понтонёр 15-го отдельного моторизованного понтонно-мостового батальона 6-й понтонно-мостовой бригады Воронежского фронта | ефрейтор                                 | 12.02.1912 — 03.08.1991   | [ БС 14 ] [ ГС 50 ] [ НЛ 46 ]   |
| 167   | Алаше́ев Юрий Тимофеевич                                                                         | 05.05.1960            | авиация      | лётчик-испытатель ОКБ А. Н. Туполева | подполковник                             | 17.10.1923 — 21.12.1959   | ——                              |
| 168   | Алга́зин Александр Кузьмич укр. Алгазін Олександр Кузьмович                                      | 18.09.1943            | авиация      | штурман звена 9-го гвардейского авиационного полка 7-й гвардейской авиационной дивизии 3-го гвардейского авиационного корпуса Авиации дальнего действия | гвардии капитан                          | 14.03.1914 — 23.04.1985   | [ БС 16 ] [ ГС 52 ] [ НЛ 47 ]   |
| 169   | Алдо́шин Алексей Николаевич                                                                      | 27.02.1945            | пехота       | пулемётчик 177-го гвардейского стрелкового полка 60-й гвардейской стрелковой дивизии 5-й ударной армии 1-го Белорусского фронта | гвардии ефрейтор                         | 07.01.1913 — 09.08.1987   | [ БС 16 ] [ ГС 53 ] [ НЛ 48 ]   |
| 170   | Алдуне́нков Пётр Ефимович                                                                        | 21.02.1945            | артиллерия   | наводчик орудия 324-го гвардейского истребительно-противотанкового артиллерийского полка 8-й гвардейской истребительно-противотанковой артиллерийской бригады РГК в составе 5-й гвардейской армии 1-го Украинского фронта                                                                                     | гвардии сержант                          | 09.08.1921 — 15.04.1995   | [ БС 16 ] [ ГС 54 ] [ НЛ 49 ]   |
| 171   | Але́евский Алексей Ильич                                                                         | 10.04.1945            | танкист      | командир танковой роты 28-го отдельного танкового полка 16-й гвардейской механизированной бригады 6-го гвардейского механизированного корпуса 4-й танковой армии 1-го Украинского фронта | лейтенант                                | 18.10.1913 — 30.01.1945   | [ БС 16 ] [ ГС 55 ] [ НЛ 50 ]   |
| 172   | Але́йников Александр Георгиевич                                                                  | 29.06.1945            | пехота       | командир взвода 252-го стрелкового полка 70-й стрелковой дивизии 43-й армии 3-го Белорусского фронта | старшина                                 | 18.08.1913 — 1995         | [ БС 16 ] [ ГС 56 ] [ НЛ 51 ]   |
| 173   | Але́йников Иван Григорьевич                                                                      | 27.02.1945            | танкист      | командир танка Т-34 66-й гвардейской танковой бригады 12-го гвардейского танкового корпуса 2-й гвардейской танковой армии 1-го Белорусского фронта | гвардии лейтенант                        | 06.06.1912 — 21.01.1945   | [ БС 16 ] [ ГС 57 ] [ НЛ 52 ]   |
| 174   | Але́йников Сергей Петрович бел. Алейнікаў Сяргей Пятровіч                                        | 19.08.1944            | авиация      | штурман 16-го гвардейского авиационного полка 1-й гвардейской авиационной дивизии 1-го гвардейского авиационного корпуса Авиации дальнего действия | гвардии майор                            | 14.02.1909 — 19.09.1983   | [ БС 17 ] [ ГС 58 ] [ НЛ 53 ]   |
| 175   | Алекпе́ров Михаил Мамедович (Алекперов Микаил Мамед оглы) азерб. Ələkbərov Mikayıl Məhəmməd oğlu | 26.10.1943            | пехота       | разведчик 79-й гвардейской отдельной разведывательной роты 81-й гвардейской стрелковой дивизии 1-й гвардейской армии Степного фронта | гвардии красноармеец                     | 1924 — 13.10.1943         | [ БС 18 ] [ ГС 59 ] [ НЛ 54 ]   |
| 176   | Алекса́ндренко Иван Яковлевич укр. Іван Якович Александренко                                     | 10.04.1945            | пехота       | командир отделения 1235-го стрелкового полка 373-й стрелковой дивизии 52-й армии 1-го Украинского фронта | младший сержант                          | 05.04.1926 — 24.01.1945   | [ БС 18 ] [ ГС 60 ] [ НЛ 55 ]   |
| 177   | Алекса́ндров Александр Павлович                                                                  | 23.11.1983 29.12.1987 | космонавт    | бортинженер космического корабля «Союз Т-9» и орбитального комплекса «Салют-7» — «Космос-1443» бортинженер космического корабля «Союз ТМ-3», орбитального комплекса «Мир» — «Квант» — «Союз ТМ-2» | —                                        | род. 20.02.1943           | ——                              |
| 178   | Алекса́ндров Александр Панайотов болг. Александров Александър Панайотов                          | 17.06.1988            | космонавт    | космонавт-исследователь космических кораблей «Союз ТМ-5» и «Союз ТМ-4» и орбитального комкомплекса «Мир» | —                                        | род. 01.12.1951           | ——                              |
| 179   | Алекса́ндров Алексей Васильевич                                                                  | 22.07.1944            | пехота       | командир взвода гвардейского отдельного учебного стрелкового батальона 67-й гвардейской стрелковой дивизии 6-й гвардейской армии 1-го Прибалтийского фронта | гвардии лейтенант                        | 17.03.1923 — 26.08.1944   | [ БС 18 ] [ ГС 63 ] [ НЛ 56 ]   |
| 180   | Алекса́ндров Андрей Степанович                                                                   | 10.04.1945            | артиллерия   | командир орудия 134-го артиллерийского полка 172-й стрелковой дивизии 13-й армии 1-го Украинского фронта | старший сержант                          | 14.10.1919 — 27.07.1978   | [ БС 18 ] [ ГС 64 ] [ НЛ 57 ]   |
| 181   | Алекса́ндров Василий Иванович                                                                    | 15.01.1944            | артиллерия   | командир орудия 154-го гвардейского артиллерийского полка 76-й гвардейской стрелковой дивизии 61-й армии Центрального фронта | гвардии старший сержант                  | 07.04.1919 — 29.07.1944   | [ БС 18 ] [ ГС 65 ] [ НЛ 58 ]   |
| 182   | Алекса́ндров Вячеслав Александрович                                                              | 28.06.1988            | десантники   | командир отделения 9-й роты 345-го гвардейского отдельного парашютно-десантного полка 40-й армии ограниченного контингента советских войск в Афганистане | гвардии младший сержант                  | 04.01.1968 — 07.01.1988   | ——                              |
| 183   | Алекса́ндров Геннадий Петрович                                                                   | 24.03.1945            | танкист      | механик-водитель танка Т-34 108-й танковой бригады 9-го танкового корпуса 33-й армии 1-го Белорусского фронта | старшина                                 | 31.08.1918 — 09.03.1945   | [ БС 18 ] [ ГС 67 ] [ НЛ 59 ]   |
| 184   | Алекса́ндров Геннадий Петрович                                                                   | 04.02.1944            | авиация      | командир эскадрильи 673-го штурмового авиационного полка 266-й штурмовой авиационной дивизии 1-го штурмового авиационного корпуса 5-й воздушной армии Степного фронта | старший лейтенант                        | 22.11.1922 — 25.01.1945   | [ БС 18 ] [ ГС 68 ] [ НЛ 60 ]   |
| 185   | Алекса́ндров Михаил Ефимович                                                                     | 24.03.1945            | пехота       | пулемётчик 1293-го стрелкового полка 160-й стрелковой дивизии 70-й армии 1-го Белорусского фронта | ефрейтор                                 | 14.09.1919 — 15.08.1944   | [ БС 21 ] [ ГС 69 ] [ НЛ 61 ]   |
| 186   | Алекса́ндров Никита Алексеевич укр. Александров Микита Олексійович                               | 15.01.1944            | пехота       | агитатор 239-го гвардейского стрелкового полка 76-й гвардейской стрелковой дивизии 61-й армии Центрального фронта | гвардии старший лейтенант                | 28.07.1905 — 31.12.1971   | [ БС 21 ] [ ГС 70 ] [ НЛ 62 ]   |
| 187   | Алекса́ндров Николай Тимофеевич                                                                  | 10.04.1945            | танкист      | заряжающий танка Т-34 13-й гвардейской танковой бригады 4-го гвардейского танкового корпуса 1-го Украинского фронта | гвардии сержант                          | 09.12.1925 — 22.07.2001   | [ БС 20 ] [ ГС 71 ] [ НЛ 63 ]   |
| 188   | Алекса́ндров Фёдор Михеевич                                                                      | 24.03.1945            | танкист      | командир танкового взвода 47-го отдельного огнемётного танкового полка 10-й штурмовой инженерно-сапёрной бригады 6-й гвардейской армии 1-го Прибалтийского фронта | младший лейтенант                        | 07.01.1913 — 15.10.1986   | [ БС 21 ] [ ГС 72 ] [ НЛ 64 ]   |
| 189   | Александро́вский Василий Степанович                                                              | 17.11.1943            | пехота       | командир 6-го гвардейского стрелкового полка 2-й гвардейской стрелковой дивизии 56-й армии Северо-Кавказского фронта | гвардии полковник                        | 25.12.1898 — 16.11.1972   | [ БС 21 ] [ ГС 73 ] [ НЛ 65 ]   |
| 190   | Александрю́к Виктор Ильич                                                                        | 29.06.1945            | авиация      | командир звена 176-го гвардейского истребительного авиационного полка 16-й воздушной армии 1-го Белорусского фронта | гвардии старший лейтенант                | 30.09.1922 — 11.09.1991   | [ БС 21 ] [ ГС 74 ] [ НЛ 66 ]   |
| 191   | Алекса́шкин Николай Фёдорович                                                                    | 27.06.1945            | авиация      | командир звена 93-го гвардейского штурмового авиационного полка 5-й гвардейской штурмовой авиационной дивизии 2-го гвардейского штурмового авиационного корпуса 2-й воздушной армии 1-го Украинского фронта                                                                                                   | гвардии капитан                          | 15.01.1922 — 14.03.1990   | [ БС 21 ] [ ГС 75 ] [ НЛ 67 ]   |
| 192   | Алексе́ев Александр Алексеевич                                                                   | 24.03.1945            | артиллерия   | начальник разведки дивизиона 26-го гвардейского миномётного полка 6-й гвардейской армии 1-го Прибалтийского фронта | гвардии лейтенант                        | 12.06.1923 — 22.09.1989   | [ БС 21 ] [ ГС 76 ] [ НЛ 68 ]   |
| 193   | Алексе́ев Александр Иванович                                                                     | 10.01.1944            | пехота       | командир роты мотострелкового батальона 69-й механизированной бригады 9-го механизированного корпуса 3-й гвардейской танковой армии Воронежского фронта | лейтенант                                | 23.09.1922 — 14.10.1943   | [ БС 21 ] [ ГС 77 ] [ НЛ 69 ]   |
| 194   | Алексе́ев Анатолий Дмитриевич                                                                    | 27.06.1937            | авиация      | командир самолёта Н-172 Управления полярной авиации Главного управления Северного морского пути | —                                        | 04.01.1902 — 29.01.1974   | ——                              |
| 195   | Алексе́ев Анатолий Иванович                                                                      | 13.09.1944            | пехота       | временно исполняющий должность заместителя командира 50-го гвардейского стрелкового полка 15-й гвардейской стрелковой дивизии 37-й армии 3-го Украинского фронта | гвардии капитан                          | 29.11.1909 — 27.12.1997   | [ БС 22 ] [ ГС 79 ] [ НЛ 70 ]   |
| 196   | Алексе́ев Андрей Корнеевич                                                                       | 22.02.1944            | пехота       | командир батальона 182-го гвардейского стрелкового полка 62-й гвардейской стрелковой дивизии 37-й армии 2-го Украинского фронта | гвардии капитан                          | 11.11.1920 — 22.12.1943   | [ БС 22 ] [ ГС 80 ] [ НЛ 71 ]   |
| 197   | Алексе́ев Борис Андреевич                                                                        | 22.07.1944            | морской флот | командир подводной лодки С-33 1-го дивизиона бригады подводных лодок Черноморского флота | капитан 2-го ранга                       | 16.01.1909 — 25.01.1972   | [ БС 22 ] [ ГС 81 ] [ НЛ 72 ]   |
| 198   | Алексе́ев Борис Павлович                                                                         | 31.03.1943            | авиация      | заместитель командира эскадрильи 808-го штурмового авиационного полка 267-й штурмовой авиационной дивизии 1-го смешанного авиационного корпуса 17-й воздушной армии Юго-Западного фронта | младший лейтенант                        | 06.06.1913 — 19.12.1942   | [ БС 22 ] [ ГС 82 ] [ НЛ 73 ]   |
| 199   | Алексе́ев Василий Михайлович                                                                     | 13.09.1944            | генерал      | командир 5-го гвардейского танкового корпуса 6-й танковой армии 2-го Украинского фронта | гвардии генерал-лейтенант танковых войск | 13.01.1900 — 25.08.1944   | [ БС 23 ] [ ГС 83 ] [ НЛ 74 ]   |
| 200   | Алексе́ев Владимир Николаевич                                                                    | 05.11.1944            | морской флот | командир 3-го дивизиона бригады торпедных катеров Северного флота | капитан 2-го ранга                       | 08.09.1912 — 24.07.1999   | [ БС 24 ] [ ГС 84 ] [ НЛ 75 ]   |
| 201   | Алексе́ев Георгий Александрович                                                                  | 20.06.1942            | авиация      | командир звена 21-го дальнебомбардировочного авиационного полка 50-й авиационной дивизии Авиации дальнего действия | старший лейтенант                        | 05.05.1917 — 28.02.1943   | [ БС 24 ] [ ГС 85 ] [ НЛ 76 ]   |
| 202   | Алексе́ев Григорий Алексеевич чув. Алексеев Григорий Алексеевич                                  | 30.10.1943            | пехота       | стрелок 744-го стрелкового полка 149-й стрелковой дивизии 65-й армии Центрального фронта | красноармеец                             | 25.10.1903 — 09.11.1943   | [ БС 24 ] [ ГС 86 ] [ НЛ 77 ]   |
| 203   | Алексе́ев Григорий Федотович                                                                     | 15.05.1946            | авиация      | стрелок-радист 128-го бомбардировочного авиационного полка 241-й бомбардировочной авиационной дивизии 3-го бомбардировочного авиационного корпуса 16-й воздушной армии 1-го Белорусского фронта | старшина                                 | 22.01.1918 — 02.05.1957   | [ БС 24 ] [ ГС 87 ] [ НЛ 78 ]   |
| 204   | Алексе́ев Евсей Алексеевич марий. Алексеев Евсей Алексеевич                                      | 15.01.1944            | артиллерия   | наводчик орудия 154-го гвардейского артиллерийского полка 76-й гвардейской стрелковой дивизии 61-й армии Центрального фронта | гвардии младший сержант                  | 21.12.1921 — 10.11.1979   | [ БС 24 ] [ ГС 88 ] [ НЛ 79 ]   |
| 205   | Алексе́ев Иван Епифанович                                                                        | 04.02.1943            | танкист      | командир 106-й танковой бригады 12-го танкового корпуса 3-й танковой армии Воронежского фронта | гвардии полковник                        | 14.04.1909 — 15.01.1943   | [ БС 24 ] [ ГС 89 ] [ НЛ 80 ]   |
| 206   | Алексе́ев Иван Михайлович                                                                        | 16.05.1944            | пехота       | командир роты 1-го гвардейского стрелкового полка 2-й гвардейской стрелковой дивизии 56-й армии Северо-Кавказского фронта | гвардии старший лейтенант                | 08.11.1922 — 05.10.1944   | [ БС 24 ] [ ГС 90 ] [ НЛ 81 ]   |
| 207   | Алексе́ев Иван Павлович                                                                          | 23.07.1944            | пехота       | командир пулемётного расчёта 1022-го стрелкового полка 269-й стрелковой дивизии 3-й армии Белорусского фронта | сержант                                  | 09.08.1923 — 14.12.1984   | [ БС 25 ] [ ГС 91 ] [ НЛ 82 ]   |
| 208   | Алексе́ев Константин Степанович                                                                  | 14.06.1942            | авиация      | заместитель командира эскадрильи 6-го гвардейского истребительного авиационного полка ВВС Черноморского флота | гвардии капитан                          | 07.10.1914 — 24.02.1971   | [ БС 26 ] [ ГС 92 ] [ НЛ 83 ]   |
| 209   | Алексе́ев Максим Николаевич                                                                      | 27.07.1943            | авиация      | штурман 19-го гвардейского авиационного полка 8-й гвардейской авиационной дивизии 2-го гвардейского авиационного корпуса Авиации дальнего действия | гвардии капитан                          | 05.06.1911 — 25.10.1986   | [ БС 26 ] [ ГС 93 ] [ НЛ 84 ]   |
| 210   | Алексе́ев Модест Алексеевич                                                                      | 31.05.1945            | пехота       | командир батальона 1008-го стрелкового полка 266-й стрелковой дивизии 5-й ударной армии 1-го Белорусского фронта | майор                                    | 22.06.1915 — 16.03.1980   | [ БС 26 ] [ ГС 94 ] [ НЛ 85 ]   |
| 211   | Алексе́ев Николай Алексеевич                                                                     | 19.08.1944            | авиация      | штурман 18-го гвардейского авиационного полка 2-й гвардейской авиационной дивизии 2-го гвардейского авиационного корпуса авиации дальнего действия | гвардии майор                            | 30.03.1914 — 28.09.1977   | [ БС 26 ] [ ГС 95 ] [ НЛ 86 ]   |
| 212   | Алексе́ев Николай Васильевич                                                                     | 17.10.1943            | связисты     | командир отделения кабельно-шестовой роты 128-го гвардейского отдельного батальона связи 18-го гвардейского стрелкового корпуса 60-й армии Центрального фронта | гвардии красноармеец                     | 20.08.1916 — 20.12.1988   | [ БС 26 ] [ ГС 96 ] [ НЛ 87 ]   |
| 213   | Алексе́ев Николай Михайлович                                                                     | 24.08.1943            | авиация      | заместитель командира эскадрильи 64-го гвардейского истребительного авиационного полка 4-й гвардейской истребительной авиационной дивизии 1-го гвардейского истребительного авиационного корпуса 15-й воздушной армии Брянского фронта                                                                        | гвардии младший лейтенант                | 26.06.1919 — 12.07.1943   | [ БС 26 ] [ ГС 97 ] [ НЛ 88 ]   |
| 214   | Алексе́ев Павел Фёдорович                                                                        | 27.06.1945            | авиация      | командир эскадрильи 142-го гвардейского штурмового авиационного полка 8-й гвардейской штурмовой авиационной дивизии 1-го гвардейского штурмового авиационного корпуса 2-й воздушной армии 1-го Украинского фронта                                                                                             | гвардии капитан                          | 12.07.1912 — 28.04.1985   | [ БС 27 ] [ ГС 98 ] [ НЛ 89 ]   |
| 215   | Алексе́ев Сергей Константинович                                                                  | 27.06.1945            | пехота       | командир взвода разведки мотострелкового батальона 17-й гвардейской механизированной бригады 6-го гвардейского механизированного корпуса 4-й гвардейской танковой армии 1-го Украинского фронта | гвардии старшина                         | 22.11.1922 — 04.02.1994   | [ БС 28 ] [ ГС 99 ] [ НЛ 90 ]   |
| 216   | Алексе́ев Яков Саввович укр. Алексєєв Яків Савович                                               | 03.06.1944            | пехота       | командир пулемётного отделения сводной группы 1-го гвардейского укреплённого района 28-й армии 3-го Украинского фронта | гвардии сержант                          | 25.12.1919 — 18.01.1998   | [ БС 28 ] [ ГС 100 ] [ НЛ 91 ]  |
| 217   | Алексе́енко Александр Минович укр. Олексієнко Олександр Минович                                  | 24.03.1945            | пехота       | командир пулемётного расчёта 566-го стрелкового полка 153-й стрелковой дивизии 49-й армии 2-го Белорусского фронта | старший сержант                          | 15.03.1924 — 05.12.1945   | [ БС 28 ] [ ГС 101 ] [ НЛ 92 ]  |
| 218   | Алексе́енко Георгий Афанасьевич                                                                  | 26.10.1944            | авиация      | командир эскадрильи 637-го штурмового авиационного полка 227-й штурмовой авиационной дивизии 2-й воздушной армии 1-го Украинского фронта | старший лейтенант                        | 16.04.1917 — 01.03.1979   | [ БС 28 ] [ ГС 102 ] [ НЛ 93 ]  |
| 219   | Алексе́енко Константин Савельевич                                                                | 16.05.1944            | пехота       | командир отделения 164-го гвардейского стрелкового полка 55-й гвардейской стрелковой дивизии 56-й армии Северо-Кавказского фронта | гвардии сержант                          | 28.09.1912 — 11.05.1980   | [ БС 28 ] [ ГС 103 ] [ НЛ 94 ]  |
| 220   | Алексейчу́к Тимофей Данилович бел. Алексяйчук Цімафей Данілавіч                                  | 10.01.1944            | пехота       | командир батальона 197-го стрелкового полка 99-й стрелковой дивизии 94-го стрелкового корпуса 1-й гвардейской армии 1-го Украинского фронта | капитан                                  | 06.02.1921 — 16.12.2010   | [ БС 28 ] [ ГС 104 ] [ НЛ 95 ]  |
| 221   | Але́ксенко Владимир Аврамович                                                                    | 19.04.1945 29.06.1945 | авиация      | командир эскадрильи 15-го гвардейского штурмового авиационного полка 277-й штурмовой авиационной дивизии 1-й воздушной армии 3-го Белорусского фронта заместитель командира 15-го гвардейского штурмового авиационного полка 277-я штурмовой авиационной дивизии 1-й воздушной армии 3-го Белорусского фронта | гвардии капитан гвардии майор            | 27.01.1923 — 16.06.1995   | [ БС 28 ] [ ГС 105 ] [ НЛ 96 ]  |
| 222   | Алексо́нис Юозас Юльевич лит. Aleksonis Juozas                                                   | 01.07.1958            | партизан     | активный участник партизанской борьбы в Литве, радист подпольной радиостанции города Каунаса | —                                        | 23.10.1913 — 05.04.1944   | ——                              |
| 223   | Алексу́хин Василий Тимофеевич                                                                    | 04.02.1944            | авиация      | командир звена 617-го штурмового авиационного полка 291-й штурмовой авиационной дивизии 2-й воздушной армии Воронежского фронта | старший лейтенант                        | 09.02.1919 — 15.12.1943   | [ БС 30 ] [ ГС 107 ] [ НЛ 97 ]  |
| 224   | Алелю́хин Алексей Васильевич                                                                     | 24.08.1943 01.11.1943 | авиация      | командир эскадрильи 9-го гвардейского истребительного авиационного полка 6-й гвардейской истребительной авиационной дивизии 8-й воздушной армии Южного фронта | гвардии капитан                          | 30.03.1920 — 29.10.1990   | [ БС 30 ] [ ГС 108 ] [ НЛ 98 ]  |
| 225   | Алехно́вич Антон Адамович бел. Аляхновіч Антон Адамавіч                                          | 19.08.1944            | авиация      | заместитель командира эскадрильи 6-го гвардейского авиационного полка дальнего действия 6-й гвардейской авиационной дивизии 1-го гвардейского авиационного корпуса Авиации дальнего действия | гвардии майор                            | 02.04.1914 — 29.12.1979   | [ БС 30 ] [ ГС 109 ] [ НЛ 99 ]  |
| 226   | Алехно́вич Евгений Антонович бел. Аляхновіч Яўген Антонавіч                                      | 27.06.1945            | авиация      | командир эскадрильи 142-го гвардейского штурмового авиационного полка 8-й гвардейской штурмовой авиационной дивизии 1-го гвардейского штурмового авиационного корпуса 2-й воздушной армии 1-го Украинского фронта                                                                                             | гвардии старший лейтенант                | 20.05.1920 — 13.01.1945   | [ БС 30 ] [ ГС 110 ] [ НЛ 100 ] |
| 227   | Алёшин Андрей Васильевич                                                                        | 31.05.1945            | артиллерия   | командир орудийного расчёта 175-го гвардейского артиллерийско-миномётного полка 4-й гвардейской кавалерийской дивизии 2-го гвардейского кавалерийского корпуса 1-го Белорусского фронта | гвардии старший сержант                  | 03.06.1905 — 11.04.1974   | [ БС 30 ] [ ГС 111 ] [ НЛ 101 ] |
| 228   | Алёшин Николай Сергеевич                                                                        | 01.11.1943            | пехота       | заместитель по строевой части командира батальона 724-го стрелкового полка 315-й стрелковой дивизии 51-й армии Южного фронта | капитан                                  | 14.09.1910 — 17.02.1944   | [ БС 31 ] [ ГС 112 ] [ НЛ 102 ] |
| 229   | Алёшин Семён Михеевич                                                                           | 10.02.1943            | авиация      | командир звена 44-го скоростного бомбардировочного авиационного полка Ленинградского фронта | капитан                                  | 22.01.1911 — 12.07.1942   | [ БС 32 ] [ ГС 113 ] [ НЛ 103 ] |
| 230   | Алешке́вич Степан Филимонович бел. Аляшкевіч Сцяпан Філімонавіч                                  | 13.09.1944            | пехота       | разведчик 759-го стрелкового полка 163-й стрелковой дивизии 40-й армии 2-го Украинского фронта | красноармеец                             | 1910 — 04.05.1944         | [ БС 32 ] [ ГС 114 ] [ НЛ 104 ] |
| 231   | Алёшкин Александр Иванович                                                                      | 27.08.1943            | артиллерия   | командир миномётной роты 142-го стрелкового полка 5-й стрелковой дивизии 63-й армии Брянского фронта | старший лейтенант                        | 1923 — 17.07.1943         | [ БС 32 ] [ ГС 115 ] [ НЛ 105 ] |
| 232   | Али́ев Александр Мамедович (Алиев Араз Казимагомедович)                                          | 21.07.1944            | пехота       | стрелок 296-го гвардейского стрелкового полка 98-й гвардейской стрелковой дивизии 7-й армии Карельского фронта | гвардии красноармеец                     | 23.07.1922 — 22.11.1984   | [ БС 32 ] [ ГС 116 ] [ НЛ 106 ] |
| 233   | Али́ев Газрет Агаевич (Алиев Гасрет Атаевич) рут. Gasret Agaddy-duh                              | 01.11.1943            | пехота       | разведчик 496-й отдельной разведывательной роты 236-й стрелковой дивизии 46-й армии Степного фронта | красноармеец                             | 14.12.1922 — 28.02.1981   | [ БС 32 ] [ ГС 117 ] [ НЛ 107 ] |
| 234   | Али́ев Мастан Астан оглы (Алиев Мастан Астанович) азерб. Əliyev Məstan Aslan oğlu                | 31.05.1945            | пехота       | помощник командира взвода 487-го стрелкового полка 143-й стрелковой дивизии 47-й армии 1-го Белорусского фронта | старшина                                 | 1918 — 23.04.1945         | [ БС 32 ] [ ГС 118 ] [ НЛ 108 ] |
| 235   | Али́ев Саид Давыдович                                                                            | 22.02.1943            | пехота       | снайпер 35-го гвардейского стрелкового полка 10-й гвардейской стрелковой дивизии 14-й армии Карельского фронта | гвардии сержант                          | 22.01.1917 — 12.10.1991   | [ БС 32 ] [ ГС 119 ] [ НЛ 109 ] |
| 236   | Али́ев Шамсула Файзулла оглы (Алиев Шамсула Фейзуллаевич) азерб. Əliyev Şəmsulla Feyzulla oğlu   | 16.05.1944            | пехота       | заместитель командира батальона 1135-го стрелкового полка 339-й стрелковой дивизии 56-й армии Северо-Кавказского фронта | капитан                                  | 17.04.1915 — 19.11.1943   | [ БС 33 ] [ ГС 120 ] [ НЛ 110 ] |

| Навигационная таблица | Навигационная таблица              |
| --------------------- | ---------------------------------- |
| «А»                   | Абаев Ахсарбек — Азалов Клычнияз   |
| «А»                   | Азаров Алексей — Алиев Шамсула     |
| «А»                   | Алимбетов Абылай — Анисичкин Фёдор |
| «А»                   | Анискин Александр — Артемьев Иван  |
| «А»                   | Артемьев Николай — Аянян Эдуард    |